# .er
.er — в Інтернеті, національний домен верхнього рівня (ccTLD) для Еритреї.

## Домени 2-го та 3-го рівнів
В цьому національному домені нараховується близько 10,600 вебсторінок (станом на січень 2007 року).
У наш час використовуються та приймають реєстрації доменів 3-го рівня такі доменні суфікси (відповідно, існують такі домени 2-го рівня):
| Суфікс  | Регламентовані користувачі                                            |
| .com.er | Комерційні установи, корпорації                                       |
| .edu.er | Наукові та дослідницькі установи, коледжі, університети або інститути |
| .gov.er | Державні та урядові установи                                          |